# G. Stanley Hall
Granville Stanley Hall, född 1 februari 1844 i Ashfield, Massachusetts, död 24 april 1924 i Worcester, Massachusetts, var en amerikansk psykolog och pedagog.

## Biografi
Efter studievistelse i Tyskland var Hall 1871–76 professor i filosofi vid Antioch College, Ohio och studerade därefter i tre år fysiologi och psykologi i Europa, där Wilhelm Wundt fick betydelse för honom. Efter hemkomsten verkade Hall vid Harvard University i Cambridge, Massachusetts, men kallades 1881 till professor vid Johns Hopkins University i Baltimore, där han inrättade det första amerikanska laboratoriet för experimentell psykologi och 1887 grundade den första amerikanska psykologiska tidskriften The American journal of pyschology. 
Som president för Clark University (1889–1920) inriktade sig Hall alltmera på barn- och ungdomspsykologiska och pedagogiska studier. 1893 stiftade han den amerikanska nationalföreningen för barnstudium och utgav bland annat Adolescence (2 band, 1904), Educational problems (2 band, 1911) och Founders of modern psychology (1912). Andra av hans arbeten faller inom etik och religionspsykologi, och under sina sista levnadsår utgav han Senescene (1922) och den självbiografiska The life and confessions of a psychologist (1923). Hall har haft stor betydelse både för det amerikanska och för det europeiska studiet av barnets och ungdomens själsliv, särskilt genom sin användning av frågeformulär för insamling av ett omfattande psykologiskt material.